# フライト・プラン
株式会社フライト・プランは、かつて岐阜県岐阜市に本社を置いていた家庭用ゲームソフト開発会社である。

## 概要
1989年9月30日設立。代表作は『サモンナイト』シリーズ、『ブラックマトリクス』シリーズなど。2007年には初の自社ブランドソフトとして『ドラゴンシャドウスペル』を発売した。
2010年に公式サイトが消滅し、翌年には本社ビルが解体されたことから、事業を停止したと見られている。
旧フライトプランのスタッフが独立して立ち上げた会社にはアポロソフト、FELISTELLAがある。

## フライト・プランの手がけた主な製品
- ドラゴンボールZ 伝説の超戦士たち
- 同級生if - 移植版
- 同級生2 - 移植版
- チキチキボーイズ - 移植版
- サモンナイト
- サモンナイト2
- サモンナイト3
- サモンナイト4
- サモンナイト クラフトソード物語
- サモンナイト クラフトソード物語2
- サモンナイト クラフトソード物語 〜はじまりの石〜
- サモンナイトエクステーゼ 夜明けの翼
- サモンナイト ツインエイジ 〜精霊たちの共鳴〜
- サモンナイトグランテーゼ 滅びの剣と約束の騎士 - 本社が開発に関わった最後の作品。
- BLACK/MATRIX
- BLACK/MATRIX 2
- BLACK/MATRIX ZERO
- BLACK/MATRIX OO
- ドラゴンシャドウスペル
- シャイニング・フォース フェザー
- ポイズンピンク
- セイクリッドブレイズ
- うたわれるもの 散りゆく者への子守唄（戦闘パートを担当）